# Partage
Partage (del francés partager, “compartir”) es una palabra técnica, utilizada principalmente en arqueología, que designa al sistema tradicional que se dio durante un tiempo, por el cual, hasta la mitad de las antigüedades descubiertas en expediciones arqueológicas, organizadas y financiadas por museos, universidades y coleccionistas ricos iban a parar a su propiedad y el resto, permanecía en el país donde se había realizado la excavación.
Este sistema se mantuvo, principalmente, durante la primera parte del siglo XX, y se empleó, sobre todo en Egipto, Irak, Chipre, Siria, Turquía y Afganistán.

## Historia
Bajo el partage, los equipos de excavación dirigidos por extranjeros proporcionaban la experiencia y los medios materiales para dirigir las excavaciones y, a cambio, se les permitía compartir los hallazgos con los museos arqueológicos de los gobiernos locales. Fue a través de este sistema que se construyeron, entre otras, las colecciones de los museos arqueológicos de la Universidad de Chicago, la Universidad de Pensilvania, la Universidad de Harvard y la Universidad de Yale. Partes importantes de las colecciones del Museo Británico, el Museo de Brooklyn y el Museo Metropolitano de Arte también llegaron a través del partage. También fue así como se construyeron las principales colecciones de los museos arqueológicos del Oriente Medio.
Para James Cuno, "Los museos extranjeros patrocinaron y dirigieron excavaciones científicas de las que se beneficiaron tanto las comunidades arqueológicas internacionales como las comunidades locales". Algunos académicos piensan que alguna forma de sistema de partage debería restablecerse como medio de fomentar el intercambio y la educación internacional sin dejar de otorgar la autoridad final a los países de origen sobre su patrimonio cultural.

## Algunos ejemplos

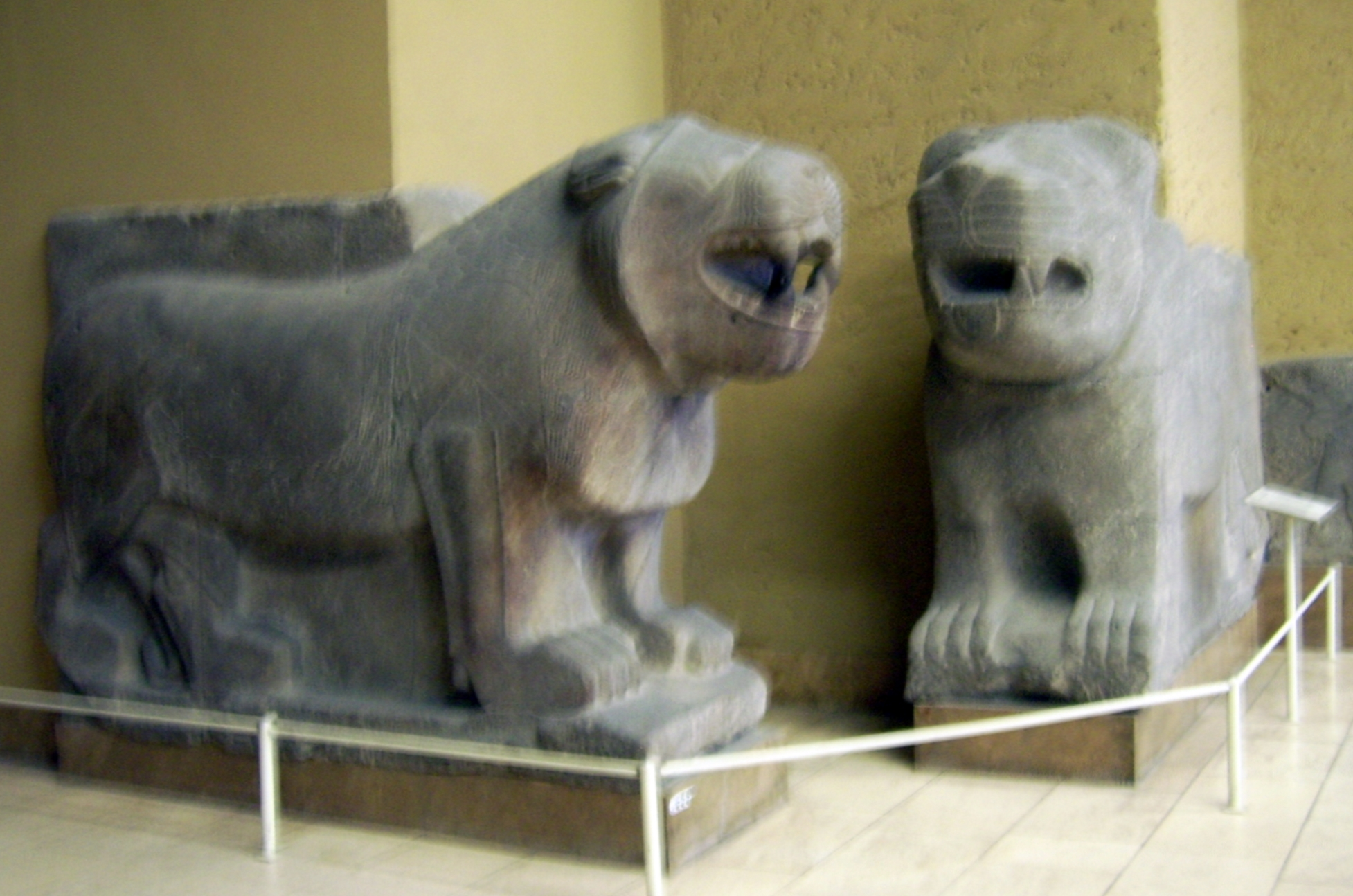
Leones de Samʼal en el Museo de Pérgamo, Berlín.

A finales del siglo XIX y principios del XX, el estado egipcio autorizó las misiones de excavación que llevaron a cabo coleccionistas financieros adinerados como Theodore Davis, James Simon o Lord Carnarvon, con la ayuda de especialistas profesionales como Ludwig Borchardt u Howard Carter. El estado egipcio obtenía la mitad de los artefactos encontrados, mientras que el promotor obtenía la otra mitad, a disponer a su gusto, incluyendo la exportación legal desde Egipto. 
Mediante el partage en Tell el-Amarna, el busto de Nefertiti, encontrado el 6 de diciembre de 1912 durante una campaña de excavación dirigida por el arquitecto y egiptólogo Ludwig Borchardt (1863-1938) fue adjudicado a la parte alemana. Hacia el final de la campaña de excavación, como es habitual en todas las misiones de excavación extranjeras, se llevó a cabo el obligatorio partage de los hallazgos, de acuerdo con los estatutos vigentes de la Administración de Antigüedades egipcia, a cargo del egiptólogo y comisario de la excavación responsable, Gustave Lefebvre. Se hizo en 14 partes iguales (à moitié exacte), de modo que a cada parte se le asignaron siete lotes de hallazgos de similar importancia. 
En 1924, el sistema de partage se estableció en la ley de antigüedades de Irak: todas las expediciones extranjeras tenían que entregar la mitad de los hallazgos de excavación al Museo Nacional de Irak recién fundado en Bagdad, además de todas las obras de arte que fueran consideradas únicas.
El arqueólogo e historiador francés, Henri Seyrig (1895–1973) redactó la ley de antigüedades, emitida por el Alto Comisionado en el Levante para Siria y el Líbano, el 7 de noviembre de 1933, así como sus reglamentos de aplicación (Réglement sur les Antiquités) y estableció el reglamento para la repartición de hallazgos arqueológicos.
La colección Uruk-Warka de Heidelberg consta, principalmente, de partages que llegaron al Instituto Oriental de la Universidad de Heidelberg en las décadas de 1950 y 1960.
Los leones de Samʼal en el Museo de Pérgamo, en Berlín, se encontraron durante las excavaciones de los comités de Oriente en 1890-1891 y se llevaron allí como parte del partage tradicional establecido.

## Críticas
Esta práctica se ha visto como un concepto colonialista y, después de la independencia de los estados del Oriente Medio de los imperios europeos y del Imperio otomano, estos países promulgaron leyes que declararon los artefactos descubiertos como patrimonio cultural nacional e impidieron su exportación, poniendo así fin, de manera efectiva, a la práctica del partage.
Existe un debate sobre si el intercambio de hallazgos introducido por las potencias coloniales de ocupación todavía puede considerarse un derecho legal en la actualidad. El historiador Jürgen Zimmerer argumenta que “El partage es un derecho colonial, los ladrones se lo dieron unos a otros. Nadie debería invocar los derechos de las potencias coloniales de entonces.